# Línea 509 (Bahía Blanca)
La Línea 509 es una línea de colectivos de Bahía Blanca, es operado por la empresa Transporte Automotor San Gabriel S.A.

## Recorrido
- Troncal: desde Kloosterman y Castelli, por ésta hasta Alfredo L. Palacios, Oliverio Girondo, Zelarrayán, Colombia, Estomba, Chiclana, Las Heras, Corrientes, Alsina, Humboldt, Pasteur, Humboldt, Laudelino Cruz, Rojas, Garay, D'orbigny, Pasteur, D'orbigny, Belgrano, Cervantes, Sarmiento, Zelarrayán, 1.º de Mayo, Zelarrayán, Oliverio Girondo, Alfredo L. Palacios, Castelli hasta Kloosterman.